# Megachile nigra
Megachile nigra là một loài Hymenoptera trong họ Megachilidae. Loài này được Schulten mô tả khoa học năm 1977.